# Khami tibeti nyelv
A khami tibeti nyelv (wylie: Khams skad) a tibeti Kham régió lakosainak többsége által használt tibeti nyelv. Ez a terület ma a Tibeti Autonóm Terület egy részét, Szecsuan tartomány nyugati részét, illetve Jünnan tartomány északnyugati részét jelenti Kínában. Ez a tibeti nyelvek őt fő nyelve közül az egyik. A másik négy a közép-tibeti, az amdói, a ladaki és a dzongkha nyelv. Ezek a tibeti nyelvek ugyanazt az írást használják, de a kiejtésük, a szókincsük és a nyelvtanuk eltérő. A köztük található különbségek feltehetően a tibeti régiók földrajzi elszigeteltségéből erednek. A tévés és rádiós közvetítésekben a khami nyelvjárást is használják a szabvány tibeti és az amdói nyelvjárás mellett. A  khami nyelv beszélői a többi tibeti nyelvek beszélőivel kölcsönösen nem értik egymást.
A közép-tibetihez hasonlóan a khami tonális nyelv.
Bhután két beékelődött területén szintén beszéli a khamit mintegy 1000 fős nyelvcsoport. Ezek a népek jaktenyésztő közösségek.

## Dialektusok
A khami tibeti nyelvjárásnak öt dialektusa létezik:
- közép-khami: Dêgê megyében és Csamdóban
- dél-khami: Ticsing tibeti autonóm prefektúrában. A hegyvidéki terület miatt, illetve a környező népekkel való kereskedelmi kapcsolódások miatt több dialektusa is létezik.
- északi- vagy északkeleti-khami: Nangqên megyében és Jusu tibeti autonóm prefektúrában
- keleti-khami, Kangting-ban
- hor vagy nyugati-khami: Nagcsü prefektúrában
- a Gêrzê megyei dialektust néha nyugati-khaminak tekintik

Ezek viszonylag alig képesek egymást megérteni, azonban mégis elég közeli nyelvjárások ahhoz, hogy egy nyelvnek tekintsék őket. A khamba és a ceku nyelv jóval eltérőbbek, mégis a khami nyelvjáráshoz sorolja ezeket Tournadre. A khami régiók területén más nyelveket is beszélnek a tibetiek: tungvang és rgyalrong nyelvek.